# Serhij Serebrennikow
Serhij Ołeksandrowycz Serebrennikow, ukr. Сергій Олександрович Серебренніков, ros. Сергей Александрович Серебренников, Siergiej Aleksandrowicz Sieriebriennikow (ur. 1 września 1976 w Ułan Ude, Rosyjska FSRR) – ukraiński piłkarz pochodzenia rosyjskiego, grający na pozycji centralnego pomocnika, reprezentant Ukrainy, trener piłkarski. Do 1999 posiadał obywatelstwo rosyjskie.

## Kariera piłkarska

### Kariera klubowa
Jako 16 latek przyjechał z syberyjskiego miasta Ułan Ude do Moskwy, gdzie wstąpił do szkoły sportowej. Podczas 5 lat nauki występował w klubach Szynnik Jarosław, Wympieł Rybińsk i Dinamo Wołogda. Na niego, Artema Jaszkina i Siergieja Kormilcewa zwrócili uwagę skauci Dynama Kijów. Tak trójka młodych rosyjskich piłkarzy w 1999 otrzymała ukraińskie obywatelstwo i przyjechała do Kijowa. W Dynamo nikt z nich nie zrobił wielkiej kariery. Serebrennikow zdobył Mistrzostwo Ukrainy w sezonach 1998/99, 1999/00 i 2000/01 oraz krajowy puchar w sezonach 1998/99 i 1999/00. W 2002 podpisał kontrakt z belgijskim Club Brugge. Z klubem zdobył Mistrzostwo Belgii w sezonach 2002-03 i 2004-05 oraz Puchar Belgii w 2004. Otrzymywał często kontuzje przez co mało grał na boisku. W 2005 został wypożyczony najpierw do Sporting Charleroi, a w 2006 do Cercle Brugge. W 2007 podpisał nowy 4 letni kontrakt z klubem Cercle Brugge. Od lata 2011 do grudnia 2013 występował w KSV Roeselare, a w styczniu 2014 postanowił zakończyć karierę piłkarską.

### Kariera reprezentacyjna
W latach 2001–2006 wystąpił w 12 meczach ukraińskiej reprezentacji, strzelając 1 gola.

## Kariera trenerska
Latem 2011 został piłkarzem KSV Roeselare, w którym powierzono jemu również funkcje głównego trenera. 22 maja 2014 opuścił Roeselare.